# Mannargudi
Mannargudi è una suddivisione dell'India, classificata come municipality, di 61.588 abitanti, situata nel distretto di Tiruvarur, nello stato federato del Tamil Nadu. In base al numero di abitanti la città rientra nella classe II (da 50.000 a 99.999 persone).

## Geografia fisica
La città è situata a 10° 40' 21 N e 79° 26' 45 E.

## Società

### Evoluzione demografica
Al censimento del 2001 la popolazione di Mannargudi assommava a 61.588 persone, delle quali 30.646 maschi e 30.942 femmine. I bambini di età inferiore o uguale ai sei anni assommavano a 5.678, dei quali 2.847 maschi e 2.831 femmine. Infine, coloro che erano in grado di saper almeno leggere e scrivere erano 48.522, dei quali 25.745 maschi e 22.777 femmine.